# Bilchschwänze
Die Bilchschwänze (Eliurus) sind eine Nagetiergattung aus der Unterfamilie der Madagaskar-Ratten (Nesomyinae). Die Gattung umfasst rund zwölf Arten, die allesamt auf Madagaskar endemisch sind.

## Merkmale
Bilchschwänze sind äußerlich mäuseähnliche Tiere. Namensgebendes Merkmal sind die buschigen, an Bilche erinnernde Schwänze, allerdings ist bei den meisten Arten das vordere Drittel des Schwanzes unbehaart, wodurch sich ein pinselartiger Eindruck ergibt. Ihr weiches Fell ist an der Oberseite graubraun oder gelbgrau gefärbt, während die Unterseite und die Gliedmaßen hellgrau sind. Bilchschwänze erreichen eine Kopfrumpflänge von 8 bis 18 Zentimeter, eine Schwanzlänge von 8 bis 21 Zentimeter und ein Gewicht von 35 bis 100 Gramm.

## Lebensweise
Diese Tiere kommen vorwiegend in tropischen Regenwäldern bis in die Nebelwälder in Höhen von 2000 Metern vor. Sie sind nachtaktiv und halten sich überwiegend auf Bäumen auf, von manchen Arten gibt es aber Berichte, wonach sie sich tagsüber in Erdbaue zurückziehen. Ihre Nahrung besteht aus Samen und Früchten.

## Systematik
Die Gattung der Bilchmäuse wurde 1885 durch Alphonse Milne-Edwards wissenschaftlich beschrieben.
Folgende Arten werden unterschieden:
- Antsingy-Bilchschwanz (Eliurus antsingy Carleton, Goodman & Rakotondravony, 2001)
- Carleton-Bilchschwanz (Eliurus carletoni Goodman, Raheriarisena & Jansa, 2009)
- Daniel-Bilchschwanz (Eliurus danieli Carleton & Goodman, 2007)
- Ellerman-Bilchschwanz (Eliurus ellermani Carleton, 1994)
- Grandidier-Bilchschwanz (Eliurus grandidieri Carleton & Goodman, 1998)
- Major-Bilchschwanz (Eliurus majori Thomas, 1895): Die Art bewohnt Hochländer im nördlichen und mittleren Madagaskar und wird von der IUCN als bedroht geführt.
- Kleiner Bilchschwanz (Eliurus minor Forsyth Major, 1896)
- Westlicher Bilchschwanz (Eliurus myoxinus Milne-Edwards, 1885)
- Büschel-Bilchschwanz (Eliurus penicillatus Thomas, 1908): Die Art ist nur von einer Lokation im östlichen Madagaskar bekannt und gilt als stark bedroht.
- Petter-Bilchschwanz (Eliurus petteri Carleton, 1994)
- Tanala-Bilchschwanz (Eliurus tanala Forsyth Major, 1896)
- Webb-Bilchschwanz (Eliurus webbi Ellerman, 1949)

## Belege
1. ↑  Eliurus. In: S.M. Goodman, A. Monadjem: Family Nesomyidae (Pouched Rats, Climbing Mice and Fat Mice) In: Don E. Wilson, T.E. Lacher, Jr., Russell A. Mittermeier (Herausgeber): Handbook of the Mammals of the World: Rodents 2. (HMW, Band 7) Lynx Edicions, Barcelona 2017, S. 185–188. ISBN 978-84-16728-04-6.